# Liuxia (köpinghuvudort i Kina, Zhejiang Sheng, lat 30,25, long 120,05)
Liuxia är en köpinghuvudort i Kina. Den ligger i provinsen Zhejiang, i den östra delen av landet, omkring 11 kilometer väster om provinshuvudstaden Hangzhou. Antalet invånare är 95 779. Befolkningen består av 43 068 kvinnor och 52 711 män. Barn under 15 år utgör 5,0 %, vuxna 15-64 år 92 %, och äldre över 65 år 2,0 %.
Runt Liuxia är det tätbefolkat, med 881 invånare per kvadratkilometer. Närmaste större samhälle är Hangzhou, 11,7 km nordost om Liuxia. 
Genomsnittlig årsnederbörd är 1 869 millimeter. Den regnigaste månaden är juni, med i genomsnitt 328 mm nederbörd, och den torraste är november, med 74 mm nederbörd.